# CFR SIRV Brașov
CFR SIRV Brașov (Întreținere și Reparații Vagoane de Călători Brașov) este o companie din industria feroviară din România.
Are ca obiect de activitate repararea și întreținerea vagoanelor de călători.
A fost înființată în 1961 prin preluarea activelor fostelor Ateliere Principale de Reparații Locomotive și Vagoane sub denumirea de „Atelierul de Zonă Brașov” și apoi SIRV BRAȘOV.
A fost o filială a CFR Călători până în anul 2003, când a fost privatizată.